# Araneus principis
Araneus principis är en spindelart som beskrevs av Simon 1907. Araneus principis ingår i släktet Araneus och familjen hjulspindlar.
Artens utbredningsområde är Principe. Inga underarter finns listade i Catalogue of Life.